# Morning Has Broken (Album)
Morning Has Broken  ist ein Kompilationsalbum des Sängers und Songwriters Cat Stevens. Es erschien 1981 in zwei Versionen, die exklusiv im deutschsprachigen Raum sowie in den Niederlanden und Spanien veröffentlichte Version enthielt 18 statt 12 Titel.

## Geschichte
Zum Zeitpunkt des Erscheinens hatte Cat Stevens seinen Übertritt zum Islam und das damit verbundene Karriereende bereits öffentlich gemacht, sein letztes Studioalbum Back to Earth war bereits 1978 erschienen. Ihm zu Ehren war die Veröffentlichung von Morning Has Broken gedacht, das weitestgehend eine Best-of-Zusammenstellung der erfolgreichsten Titel des Künstlers darstellte. Einzig die Stücke If You Want to Sing Out, Sing Out und Don't Be Shy aus dem Film Harold und Maude waren bis dahin noch unveröffentlicht. Der Titel Glad I'm Alive war zuerst auf der B-Seite der Single Morning Has Broken, später auf dem Kompilationsalbum Footsteps in the Dark: Greatest Hits Vol. 2 unter der Bezeichnung I Want to Live in a Wigwam enthalten.
Unter demselben Titel erschien 1981 eine weitere Kompilation bei Island Records mit einer auf 12 Stücke gekürzten Titelliste.

## Titelliste
1. Morning Has Broken (Old Gaelic Melody) (Cat Stevens, Eleanor Farjeon) – 3:17
2. Moonshadow (Cat Stevens) – 2:47
3. Father And Son (Cat Stevens) – 3:37
4. Tuesday’s Dead (Cat Stevens) – 3:33
5. Glad I’m Alive (Cat Stevens) – 3:15
6. Longer Boats (Cat Stevens) – 3:04
7. O’ Caritas (Cat Stevens, Jeremy Taylor, Andreas Toumazi) – 3:38
8. Sad Lisa (Cat Stevens) – 3:40
9. If You Wanna Sing Out, Sing Out (Cat Stevens) – 2:40
10. Lady D’Arbanville (Cat Stevens) – 3:38
11. Matthew And Son (S. Kue) – 2:40
12. Wild World (Cat Stevens) – 3:18
13. Rubylove (Cat Stevens) – 2:35
14. How Can I Tell You (Cat Stevens) – 4:23
15. Where Do The Children Play (Cat Stevens) – 3:50
16. If I Laugh (Cat Stevens) – 3:17
17. Bitterblue (Cat Stevens) – 3:07
18. Don’t Be Shy (Cat Stevens) – 2:36